# يوسف الصايل
يوسف أحمد الصايل لاعب كرة قدم سعودي ، يلعب كمهاجم حالياً في نادي الفضل.

## مسيرة اللاعب
لعب في نادي الروضة ونادي الفضل.